# 元世绪
元世绪（525年—569年6月4日），字长纶，河南郡洛阳县（今河南省洛阳市东）人，追尊魏昭成帝拓跋什翼犍后裔，北魏通直散骑常侍元凝之子，元魏宗室，西魏、北周官员。

## 生平
北魏分裂后，元世绪在婶婶李稚华的带领下，偷偷的从乡野间行进到长安。大统十年（544年），元世绪出任直合将军、奉朝请、符玺郎中。大统十六年（550年），元世绪出任辅国将军、都督、尝药监，很快转任持节、抚军将军、大都督，加通直散骑常侍、骠骑将军、右光禄大夫。保定五年（565年），元世绪出任使持节、车骑大将军、仪同三司、大都督、弘农郡太守。天和四年己丑五月五日（569年6月4日），元世绪在弘农郡去世，虚岁四十五，周武帝宇文邕诏令赠予义州刺史，谥号定。天和六年辛卯三月乙酉朔廿二日庚午（571年5月2日）葬于鸿固乡畴贵里。其墓志首题《大周使持节车骑大将军仪同三司义州刺史定公墓志铭》。

## 家庭

### 高祖
- 拓跋遵，北魏左右丞相、常山王[1]

### 曾祖
- 拓跋素连，北魏大将军、都督内外二都达官、常山王[1]

### 祖父
- 元淑，北魏朔肆燕相四州刺史、御夷怀荒三道二镇诸军事、宗正卿[1]

### 父亲
- 元凝，北魏通直散骑常侍、赠徐州刺史[1]

### 夫人
- 京兆辛氏，西魏度支尚书、仪同三司、南荆州刺史、彭城侯辛庆之之女[1]

### 子女
- 元粲，字隆宗[1]
- 元孟婉[1]

## 墓志
2009年入藏大唐西市博物館。

大周使持節車騎大將軍儀同三司大都督義州刺史定公墓誌銘
公諱世緒，字長綸，河南洛陽人。壽丘導洪波之緒，丹陵崇瑶榭之基，聯日馭於湯泉，映宸離於若木。高祖諱遵，字伏六兜，魏左右承相，常山王。以命世挺生，列於功臣之表。曾祖諱素連，魏大將軍，都督，內外二都大達官，常山王。則雄姿傑出，總于中外之官。祖諱淑，字買仁，魏肆、朔、燕、相四州刺史，禦夷、懷荒三鎮二道諸軍事，宗正卿。考諱凝，字慶安，魏通直散騎常侍，贈徐州刺史。並以文武奇才，羽儀冠族，詳諸史牒，可略言焉。公早標聰察，幼挺辭令，松不改柯，蓬生自直。魏大統十年，除直閤將軍，奉朝請，符璽郎中。十六年，授輔國將軍，都督，嘗藥監。周衛交戟，入陪蘭錡；神方上藥，內掌時禁。俄授持節，撫軍將軍，大都督，加通直常侍，驃騎將軍，右光禄。保定五年，授使持節，車騎大將軍，儀同三司，大都督，弘農郡守。天和四年己丑五月五日，薨于治所，春秋卌五。詔贈義州刺史，諡曰定，禮也。天和六年辛卯三月己酉朔廿二日庚午，葬於鴻固鄉疇貴里地。嗚呼哀哉，將終善言，無失歸全之行；沒世遺範，方守宗祊之業。式旌徽烈，乃作銘云：
因生賜姓，善長稱元。名隆國緒，德懋皇根。圖靈矯鳳，陵漢翔鸞。忠爲令德，行表恭温。方崇衮職，遽入脩門。書留塵榥，車鈐折轅。生茤客位，絮酒賓樽。月低秋壟，花落春原。鄭僑遺愛，臧文立言。空傳不朽，詎識營魂。
夫人，京兆人，魏故度支尚書、儀同三司、南荊州刺史、彭城侯辛慶之女。息桀，字隆宗。女孟婉。